# Муинеддин Унур
Муинеддин Унур бен Абдулла аль-Атабеки (араб. معين الدين أنر بن عبدالله،‎; ум. 1149) — эмир на службе правителей Дамаска. С апреля 1138 года и до своей смерти он был визирем и командующим армией  Дамаска в правление трёх последних правителей из династии Буридов: Махмуда ибн Бури (ум. 1139), Мухаммеда ибн Бури (ум. 1140) и Абака ибн Мухаммеда.

## Биография
Унур бен Абдулла был тюркским мамлюком и начал служить ещё атабеку Дамаска Тугтегину. Нет никаких подтверждений того, что Абдулла — реальное имя его отца, который, скорее всего был не мусульманином.
Описывая события 1137 года С. Рансимен назвал Унура престарелым. Гийом Тирский называл его Энариус (лат. Enarius).

### Борьба против Занги (1135—1138)
В 1135 году был убит атабек Дамаска Исмаил, вместо него стал править его брат Махмуд. Атабек Мосула и Алеппо Имадеддин Занги воспользовался ситуацией и осадил город. Муинеддину Унуру и эмиру Базваджу поручили оборону. После начала осады произошло несколько мелких столкновений отрядов из двух армий, но Дамаск не сдавался. Занги предложил перемирие и обе стороны его заключили 17 марта при условии, что его имя будет читаться в Дамаске в хутбе.
В ноябре 1136 года атабеку Дамаска Махмуду был передан Химс. Он оставил в нём сильный гарнизон и передал управление Химсом Юсуфу бен Фирузу от имени визиря Унура. В мае 1137 года Занги двинулся на Химс, но не мог взять город, потому что он был хорошо укреплён. Увидев катапульты, установленные воинами Занги, Унур решил, что не сможет долго оборонять город. Он решил схитрить и сообщил франкам (крестоносцам), что намерен капитулировать. Раймунд Триполитанский, не желая, чтобы Занги получил город в двух днях пути от Триполи, выступил против Занги, который поспешно заключил перемирие с Унуром.
Занги осадил самую мощную крепость крестоносцев в этом регионе, Монферран, лежавшую на пути из Триполи в Хаму. У стен крепости состоялась битва, крестоносцы были разгромлены. 18 апреля 1138 года исфахсалар (командующий армией) Дамаска, эмир Базвадж, был убит армянскими слугами Махмуда. Новым исфахсаларом стал Унур.
Химс и Дамаск было трудно захватить силой, поэтому Занги отправил послов к Махмуду, заявляя, что хочет жениться на его матери, Зумурруд-хатун. Предложение Занги было принято, свадьба состоялась 31 мая 1138 года, а Химс вошёл в приданое Зумурруд. В рамках соглашения дочь Занги вышла замуж за Махмуда. По словам Дж. Альптекина, её приданым был Монферран. Унур, ранее бывший регентом Махмуда в Химсе, стал регентом Монферрана.
23 июня 1139 года Махмуд был убит в своей постели. По словам Ибн аль-Каланиси, возможными организаторами убийства были Муинеддин Унур и брат Махмуда Мухаммед, вали Баальбека. Согласно С. Рансимену и Т. Эл-Азхари, в организации убийства подозревали Занги. Унур призвал из Баальбека в Дамаск Мухаммеда и посадил его на трон, а брата Махмуда и Мухаммеда, Бахрам-шаха, вынудил бежать. В благодарность Мухаммед отдал Унуру Баальбек. Кроме того, он выдал за него замуж свою мать.

### Союз с Фульком против Занги (1139/40)
В октябре 1139 года после трёх месяцев осады Занги захватил принадлежавший Дамаску Баальбек. Занги обещал пощадить защитников цитадели города, но не сдержал обещания и жестоко их казнил. По словам Н. Елисеева, Занги осадил Дамаск и предложил Мухаммеду сдать ему город в обмен на Баальбек или Химс, однако после событий в Баальбеке никто не верил его слову. В декабре 1139 — январе 1140 года Мухаммед заболел и умер. Осада длилась семь месяцев. Новым правителем Унур назначил маленького сына Мухаммеда Абака. Понимая, что армия Дамаска не может без чьей-либо помощи освободить Дамаск от осады, Унур решил заручиться поддержкой крестоносцев. Он послал Усаму ибн Мункыза (покровителем и другом которого был) к королю Иерусалима Фульку, обещая ежемесячно присылать 20 000 динаров, а также помочь отобрать Баниас у Занги и отдать его крестоносцам. Унур предупредил короля, что если Занги захватит Дамаск, Иерусалиму угрожает опасность. Слова эмира убедили Фулька. Он потребовал от Унура немедленно выслать деньги на первоначальные расходы, а также передать несколько заложников. Когда Унур принял эти условия, Фульк начал подготовку подкреплений для отправки в Дамаск. Назначенный Занги вали Баниаса отправился в набег на Тир, но по пути столкнулся с князем Антиохии Раймундом, двигавшимся к Дамаску, и погиб в битве. Уцелевшая часть армии Баниаса вернулась в город. Занги ушёл от Дамаска при приближении армии крестоносцев. Унур осадил Баниас в союзе с крестоносцами и в течение мая — июня бомбардировал его из катапульт. Когда у защитников исчезли надежды на помощь Занги, город капитулировал. Унур отдал Баниас крестоносцам  и вернулся со своей армией в Дамаск.
Потеряв Банияс, Занги укрепил Баальбек и передал его эмиру Наджм ад-Дину Айюбу. Он подошёл к Дамаску в июне 1140 года, но армия Дамаска вынудила его отступить. Между сторонами было достигнуто соглашение, что имя Занги будет читаться в городе в хутбе и атабек Алеппо ушёл с армией от Дамаска.

### Смерть Занги и соглашение с Нуреддином
Унур противостоял Занги и до 1147 года поддерживал союзнические отношения с королями Иерусалима. В 1146 году Занги был убит при осаде крепости Джабер своим слугой Яранкашем. Узнав об этом, Унур осадил Баальбек и через несколько дней у осаждённых кончилась вода. В начале октября Наджм ад-Дин Айюб сдал город и цитадель на условии получения для себя другого фьефа (икта). В дополнение он получил от Унура большой дом рядом с мечетью Омейядов в Дамаске. С правителем Хамы Салах ад-Дином аль-Ягисияни и правителем Химса он договорился о дружественных отношениях. В Дамаск он вернулся в октябре-ноябре 1146 года. В это время в городе находился убийца Занги Яранкаш, который после убийства сбежал в Джабер, но затем испугался, что его выдадут людям Занги, и решил укрыться у противников Занги — правителей Дамаска. Унур велел схватить его и отправить в Алеппо к сыну Занги, Нуреддину Махмуду. Там Яранкаш был казнён. В 1147 году Унур выдал свою дочь Исмат ад-Дин-хатун замуж за сына и преемника Занги, Нуреддина Махмуда. Брачное соглашение было подписано в Дамаске 30 марта, а 17 апреля невеста прибыла в Алеппо.

### Босра
Союз с Нуреддином привело к разрыву отношений с Иерусалимом. В 1147 году против Унура при поддержке королевы Мелисенды восстал вассал атабека Дамаска эмир Алтунташ, правивший в Босре. До этого момента Унур сохранял перемирие с Иерусалимским королевством. В мае 1147 года в Тверии начала собираться армия Иерусалима, госпитальеров и тамплиеров, а к Унуру прибыл посол от Балдуина III с сообщением о разрыве перемирия. Унур посоветовал королю сохранить отношения и обещал компенсировать ему понесённые на кампанию затраты. Но король не обратил внимания на совет Унура и во главе армии выступил в поход. Унур обратился за помощью к Нуреддину, который 2 мая 1147 прибыл с армией к Дамаску. Унур и Нуреддин блокировали Босру в июне 1147 года, пока армия Балдуина была на марше. Гарнизон крепости пытался выиграть время, попросив аман, но жена Алтунташа сдала город Унуру. Армия Балдуина прибыла уже после сдачи города и отступила. Унур не позволил туркменам преследовать отступавших крестоносцев, чтобы сохранить противовес Нуреддину. Кампания продлились месяц, и 28 июня 1147 года Унур вернулся в Дамаск. Победа над крестоносцами была высоко оценена в мусульманском мире — халифы (аббасидский летом и фатимидский осенью) отправили Унуру дары и маншуры (грамоты) о признании заслуг и присвоении почётных лакабов.

### Последний год
Летом 1148 года армии второго крестового похода и Иерусалимского королевства осадили Дамаск. На помощь Унуру пришли армии Нуреддина из Алеппо и его брата Сейфеддина Гази I из Мосула. Однако Зангиды потребовали права войти в город и назначить командиром гарнизона их человека. Понимая, что после этого сыновья Занги больше из города не уйдут, Унур тянул время. При этом он организовал оборону города, на улицах построили баррикады. 24 июля 1148 года Унур успешно защитил свой город от осады. Используя разногласия среди баронов иерусалимского королевства, Унуру удалось их склонить снять осаду и не впустить в город Зангидов.
Раймунд Триполитанский хотел вернуть себе крепость Урайму, захваченную его кузеном Бертраном Тулузским. Она была расположена севернее Триполи и давала контроль над дорогой в Латакию. Король Иерусалима не поддержал Раймунда и тот в начале сентября 1148 года объединился с Унуром. В свою очередь Унур предложил выступить против Бертрана Нуреддину. В середине сентября армии Унура и Нуреддина соединились у Баальбека. Большой конный отряд прислал брат Нуреддина Сейфеддин Гази из Мосула. Мусульманские эмиры осадили Урайму. Минёры Нуреддина прокопали минные галереи, обрушили части стены и гарнизон капитулировал. Было взято много пленных, среди которых были Бертран и его мать. Разграбив город и разрушив цитадель, эмиры отдали город Раймунду. После этого Унур вернулся в Дамаск.
В мае 1149 года король Иерусалима и Унур заключили перемирие. В июне Унур послал эмира Муджихиддина Бозана б. Мамин с отрядом для помощи Нуреддину в битве при Инабе, состоявшейся 29 июня 1149 года.
По словам Ибн аль-Каланиси, Унур оставил войско и прибыл из Хаурана в Дамаск. Он «как обычно, обильно поел, после чего у него расстроился желудок», однако он вернулся к войску. Болезнь не отступала, ему становилось хуже и 14 августа его доставили в Дамаск в паланкине для лечения. В ночь на 28 августа Унур умер. Его во дворце атабека, но затем перезахоронили в основанном им медресе.
После его смерти Нуреддин Махмуд принудил город сдаться ему в 1154 году.

## Личность
Усама ибн Мункыз в «Книге назидания» писал: «Муинеддин, да помилует его Аллах, быстрее всех людей устремлялся к совершению добра и приобретению за него воздаяния».

## Семья
Сын, Саадеддин Месуд. Был хозяином замка в провинции аль-Гаур (долина реки Иордан в Сирийской низменности) и одним из важнейших сторонников Салах ад-Дина среди эмиров Сирии. В 1176 году женился на сестре Салах ад-Дина Рабие-хатун. В 1185 году Месуд умер.
Дочь, Исмат ад-Дин-хатун. Весной 1147 года стала женой Нуреддина Махмуда, а после его смерти через два года (в 1176 году) вышла замуж за Салах ад-Дина.
Жена (с 1139 года), вдова Бури бен Тугтегин и мать Мухаммеда.

## Комментарии
1. ↑  На территории современного Баарина[англ.].
2. ↑  С. Рансимен утверждал, что Монферран, как и некоторые другие крепости, Занги сам даровал Унуру в качестве феода[16].
3. ↑  По словам турецких историков Дж. Альптекина и Г. Безера, Занги снова осадил Дамаск лишь после смерти Мухаммеда[10][21]. По словам  Г. Безера, Мухаммад умер 29 марта 1140 года[17].
4. ↑  Прежнему владельцу, у которого Занги отнял город, Ренье Брюсу[нем.].